# 봉골라바구

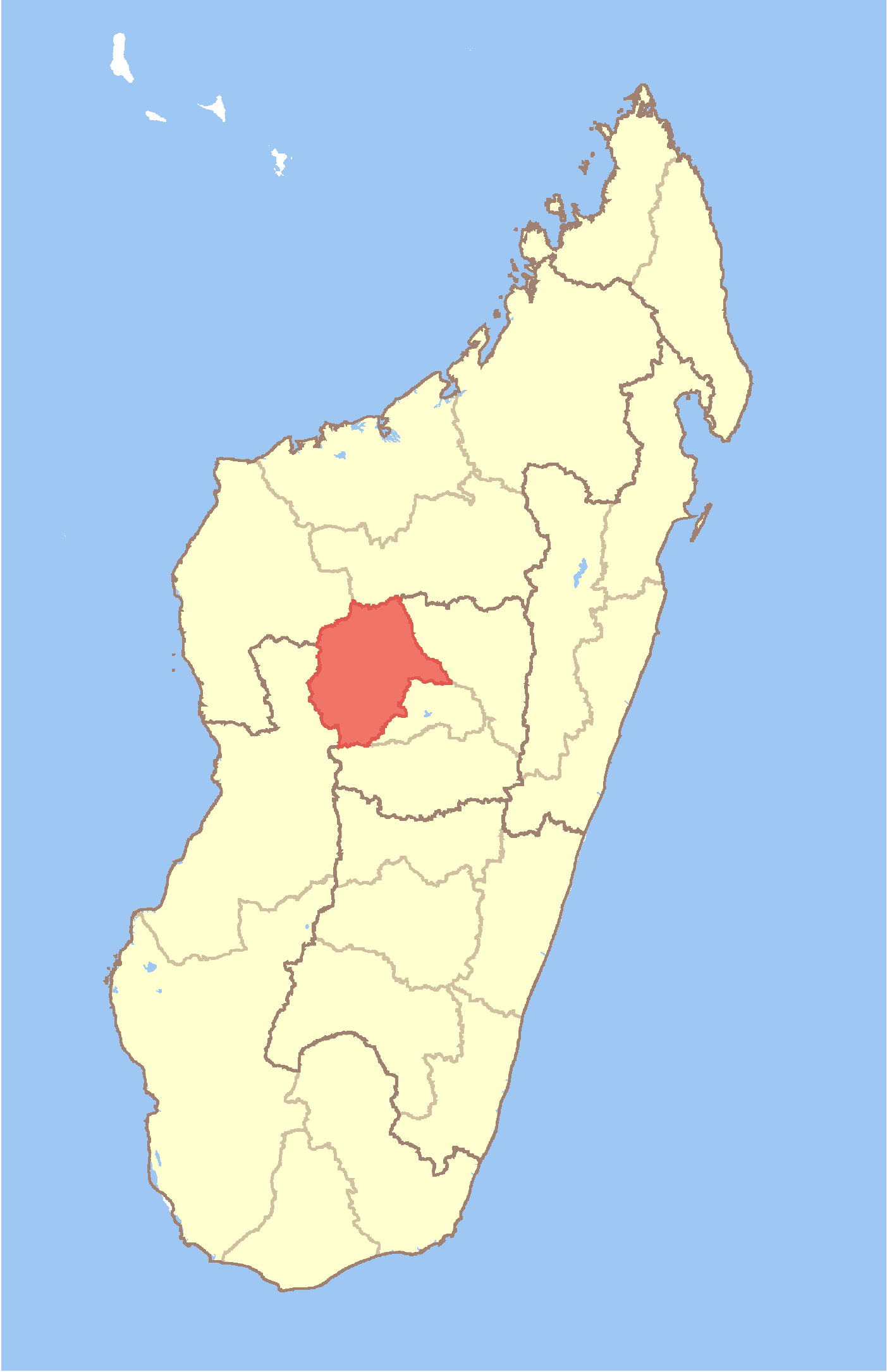
봉골라바 구의 위치

봉골라바구(말라가시어: Bongolava)는 마다가스카르 중부에 위치한 구로 행정 중심지는 치로아노만디디이며 면적은 16,688km2, 인구는 326,600명(2004년 기준)이다. 베치보카 구, 멜라키 구, 메나베 구, 바키낭카라트라 구, 이타시 구, 아날라망가 구와 접한다. 2개 현을 관할한다.

## 같이 보기
- 안타나나리보주